# Comacupes cavicornis
Comacupes cavicornis es una especie de coleóptero de la familia Passalidae.

## Distribución geográfica
Habita en Penang (Malasia).